# Ehekirchen
Ehekirchen település Németországban, azon belül Bajorországban. Lakosainak száma 3878 fő (2023. december 31.).

## Népesség
A település népessége az elmúlt években az alábbi módon változott:
| Lakosok száma | 359  | 615  | 1364 | 3118 | 3657 | 3651 | 3709 | 3715 | 3890 | 3878 |
|               | 1875 | 1950 | 1975 | 1987 | 2012 | 2014 | 2016 | 2017 | 2021 | 2023 |